# Gamsfeld
Das Gamsfeld ist mit einer Höhe von 2027 m ü. A. der höchste Gipfel in den Salzkammergut-Bergen.

## Lage und Charakter des Berges
Das Gamsfeld steht im Südosten der Salzkammergut-Berge innerhalb der Gamsfeldgruppe, einem Teil der Dachsteindecke. Es erhebt sich 3,5 Kilometer nördlich der Gemeinde Rußbach am Paß Gschütt. Die großen Seen des Salzkammerguts, der Hallstätter See im Südosten sowie der Wolfgangsee im Nordwesten, sind jeweils etwas über 10 Kilometer entfernt.
Der höchste Punkt des Gamsfelds liegt knapp innerhalb des Gemeindegebiets von Rußbach im Bezirk Hallein im Bundesland Salzburg. Das Gebiet der Gemeinde Strobl, die bereits zum politischen Bezirk Salzburg-Umgebung zählt, reicht nördlich bis 100 Meter an den Gipfel heran. Einen Kilometer nordöstlich des Gipfels verläuft die Grenze zum Bezirk Gmunden und somit dem Bundesland Oberösterreich.

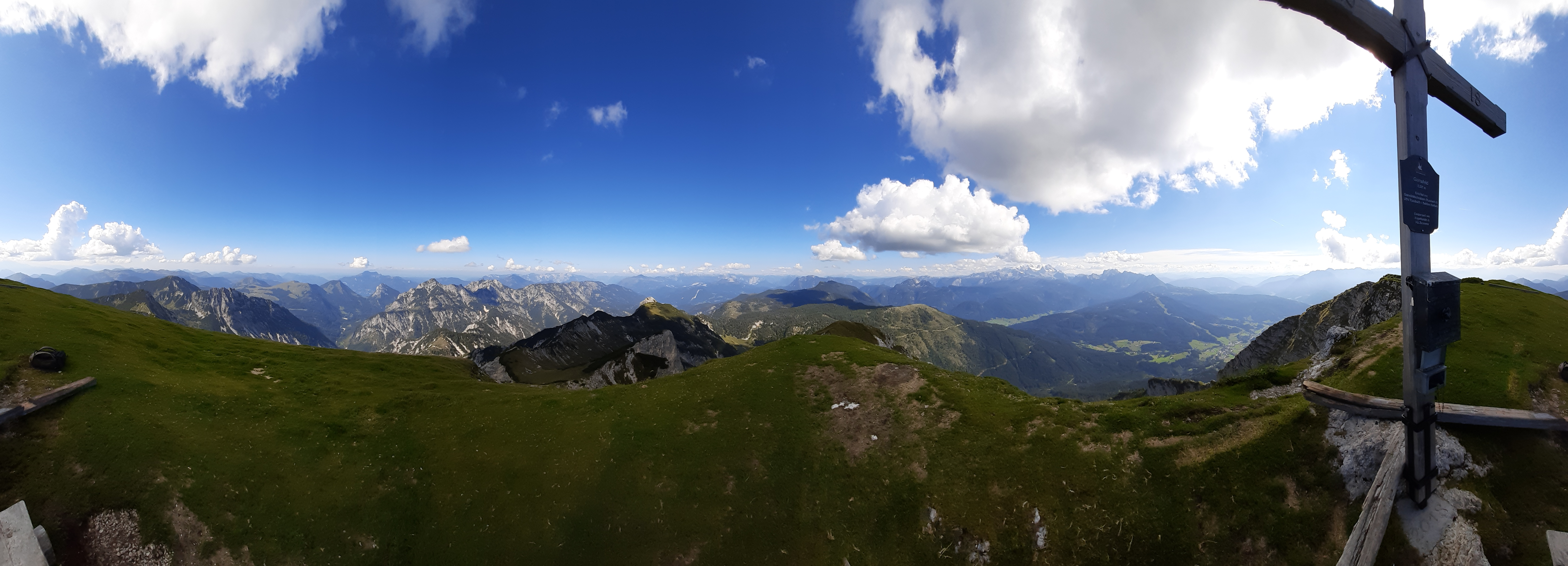
Gipfelpanorama

Die Gipfelkuppe des Gamsfelds wird zu allen Jahreszeiten gern besucht. Sie bietet ein freies Panorama mit besonders guten Perspektiven auf das Dachsteinmassiv sowie den Gosaukamm im Südosten.

## Anstiege
Der günstigste Ausgangspunkt für eine Tour auf das Gamsfeld ist ein Parkplatz knapp nördlich von Rußbach. Der kürzeste Anstieg führt über die Traunwandalm und die steile Südflanke direkt zum Gipfel. Der Weg über die Angerkaralm und das gleichnamige Kar ist länger, aber weniger steil. Die Gehzeit beträgt jeweils etwa drei Stunden. Die beiden Routen sind markiert und gut miteinander kombinierbar.
Der Anstieg über die Neualm, den Großen Brettkogel und das Haberfeld ist streckenmäßig deutlich länger und zudem anspruchsvoller; einige Abschnitte weisen eine Seilsicherung auf.
Im Winter ist das Gamsfeld ein beliebtes Ziel für Skitourengeher, wobei meist ebenfalls in Rußbach gestartet wird.